# Raúl Rojas
Raúl Rojas, mehiški strokovnjak za informatiko, * 1955, Ciudad de México, Mehika. 
Rojas je profesor informatike in matematike na Free University of Berlin in renomiran strokovnjak za nevronske mreže. Nogometni roboti FU-Fighters, ki jih je pomagal izdelati, so bili svetovni prvaki v letih 2004 in 2005. Sedaj vodi projekt izdelave avtonomnega avta z imenom Spirit of Berlin.
On in njegova ekipa so bili nagrajeni za dela o Konradu Zuseju in o zgodovini računalnikov. Večina njegovega raziskovanja in poučevanja je vezano na umetno inteligenco in njeno uporabo. Ima akademsko izobrazbo iz matematike in ekonomije. 

## Nagrade
- 2001: Gründerpreis Multimedia nemškega ministrstva za finance in tehnologijo
- 2002: evropska akademska softver nagrada
- 2004 in 2005: Svetovni prvaki v robotskem nogometu z FU-Fighters roboti
- 2005: Wolfgang von Kempelen nagrada za zgodovino informatike

## Dela
- Neural Networks - A Systematic Introduction Springer, Berlin, 1996. Na voljo kot e-knjiga
- Die Rechenmaschinen von Konrad Zuse, Springer, 1998.
- The First Computers, MIT Press, Cambridge, 2000.
- Encyclopedia of Computers and Computer History, Fitzroy-Dearborn, Chicago, 2001.
- RoboCup 2002: Robot Soccer World Cup VI (Lecture Notes in Computer Science), 2002.